# Havárie elektrárny Fukušima I

Ilustrace stavu reaktorů 1–4 po havárii

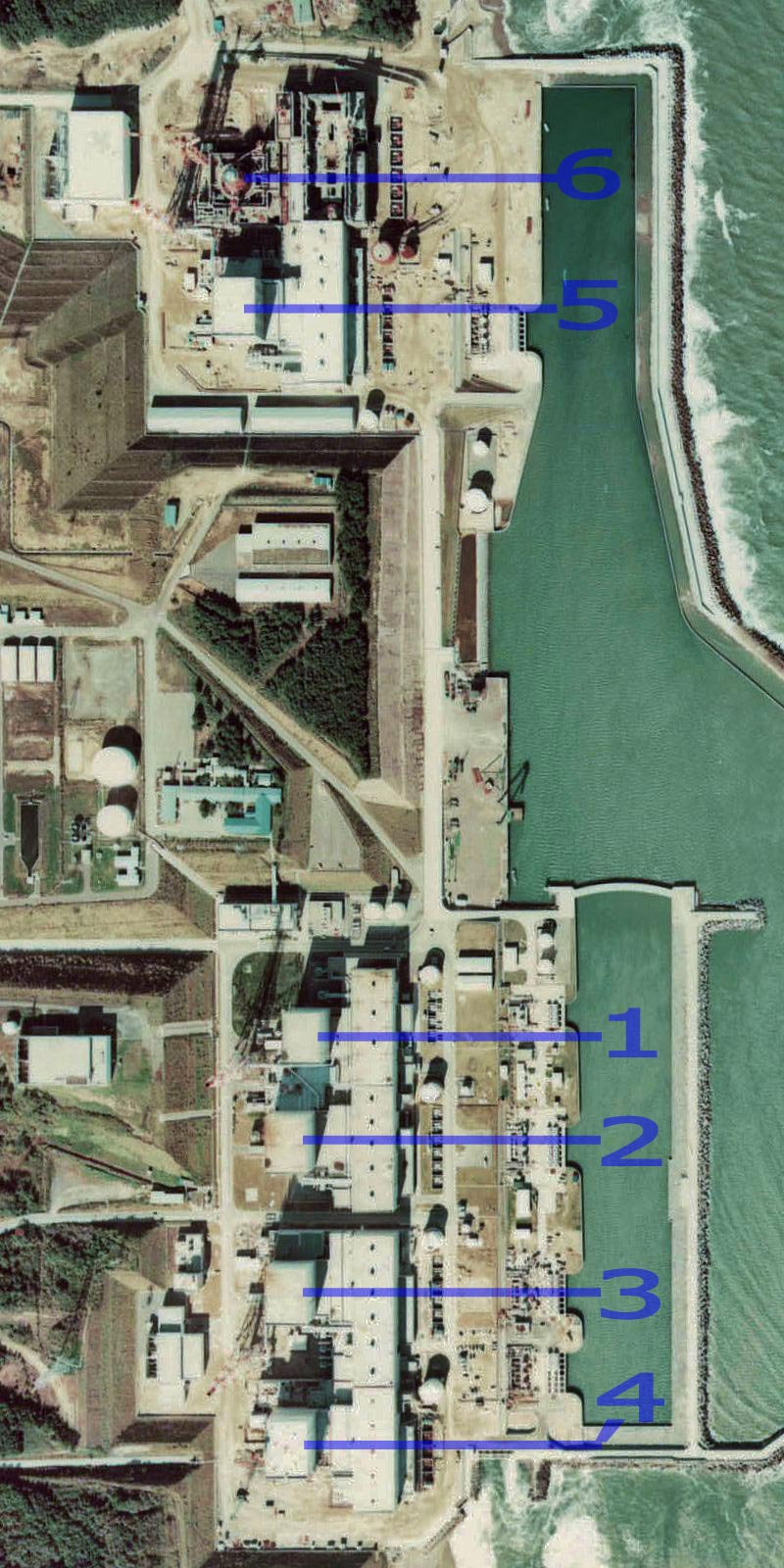
1975 – letecký pohled na reaktorové budovy a jejich číselné označení

Havárie japonské jaderné elektrárny Fukušima I společnosti TEPCO v roce 2011 byla nejhorší jaderná havárie od Černobylu 1986 a po ní jediná další havárie označená na stupnici INES nejvyšším stupněm 7. Katastrofa vznikla následkem zatopení elektrárny ničivou vlnou tsunami 11. března 2011 způsobenou mimořádně silným zemětřesením v oblasti Tóhoku.
Při havárii došlo s velkou pravděpodobností k závažnému poškození tří tlakových nádob reaktoru. Při obnažení paliva v reaktoru vznikal vodík, který byl následně příčinou tří mohutných explozí. Tyto exploze zásadně přispěly k úniku a rozptýlení štěpných produktů, které dočasně učinily okolí elektrárny neobyvatelným a také dočasně ekonomicky znehodnotily široké oblasti jinak velmi úrodné zemědělské půdy. Příčiny havárie je nutné hledat již v čase před samotnou havárií – nedostatečná připravenost personálu na možné havarijní stavy, zanedbávání připomínek regulačních úřadů, chyby v japonské legislativě týkající se regulačních úřadů, a k havárii svojí měrou přispěly i kulturní předpoklady, zejména japonská hierarchie.
Více než 150 000 obyvatel muselo být evakuováno z potenciálně nebezpečného okolí elektrárny z důvodu šíření štěpných produktů, ale prozatím nebyla potvrzena žádná úmrtí nebo nemoci způsobené ozářením. Více než 1000 evakuovaných obyvatel zemřelo kvůli stresu způsobenému evakuací, ať již kvůli pokročilému věku, nebo z důvodu chronických onemocnění.[zdroj⁠?!]
Ničivá katastrofa tehdy odhalila mnoho chyb v přístupu společnosti TEPCO k jaderné bezpečnosti, dále ukázala na roztříštěnost vedení po katastrofě a odhalila nebezpečnou laxnost kontrolních úřadů. Všechny tyto faktory vyústily v havárii, jež podle vyšetřovací komise založené japonským parlamentem byla „man-made“, neboli zapříčiněna člověkem. Člověkem se ovšem nemyslí jednotlivec, ale spíše celý systém. Celkově bylo také zanedbáváno informování veřejnosti ať již před havárií nebo v průběhu samotné havárie.[zdroj⁠?!] Z tohoto důvodu také vznikly různé občanské iniciativy ve snaze získat informace z jiných zdrojů. Nejvýznamnější je organizace Safecast, která posléze navrhla i vlastní přístroje a začala organizovat vlastní radiační monitoring zajišťovaný dobrovolníky.[zdroj?] Všechna takto získaná data pak byla zveřejňována na jejich webových stránkách a posléze i na interaktivní mapě.
Právě kvůli nedostatečné informovanosti japonské veřejnosti byla po havárii velmi prudká reakce vůči pokračování jaderné energetiky, což byl vedle bezpečnosti další z důvodů k odstavování zbylých japonských jaderných elektráren. Havárie se stala podnětem k politickým debatám o jaderné energetice po celém světě a vedla i k odborným debatám ohledně jaderné bezpečnosti. Kromě toho došlo v Japonsku ke vzniku nového jaderného regulačního úřadu, jenž oproti minulému nespadá pod Ministerstvo ekonomie, obchodu a průmyslu, ale pod Ministerstvo životního prostředí.

## Popis elektrárny
Jaderná elektrárna Fukušima leží na východním pobřeží Japonska. Nachází se v prefektuře Fukušima ve městech Okuma a Futaba. Elektrárna zabírá svou rozlohou plochu o velikosti zhruba 3,5 km². Byla vlastněna do té doby největší japonskou elektrárenskou společností TEPCO.
Elektrárna byla uvedena do provozu 26. března 1971, a to spuštěním bloku 1. Ostatní bloky byly uváděny do provozu v průběhu 70. let. Elektrárna dosahovala celkového instalovaného výkonu 4,696 GWe. Jaderná elektrárna Fukušima I sestává z šesti bloků s varnými reaktory. Každému bloku náleží řada budov: aktivní zóna, strojovna, sklad vyhořelého paliva, budova pro nakládání s odpady z reaktoru, bazén vyhořelého paliva v aktivní zóně, společný bazén vyhořelého paliva, čerpací stanice chladicí vody a další.
Bloky 1–4 leží na plošině, která se nachází 10 m nad mořskou hladinou. Bloky 5 a 6 jsou položeny o něco výše, nachází se 13 m nad mořskou hladinou. Elektrárna byla navržena na provoz bez poškození při vlnách do výšky 5,4 m až 5,7 m. Bezpečné hodnoty pro zemětřesení byly stanoveny podle stupnice PGA (Peak Ground Acceleration) kolem 0,45 g = 4,415 m/s² – hodnoty se liší i podle směru otřesů (horizontální, vertikální), ale všechny se pohybují zhruba kolem uvedené hodnoty.

## Průběh havárie

### Zemětřesení
V době zemětřesení byly bloky 1–3 v normálním provozu a bloky 4–6 byly ve stavu plánované odstávky. Ihned po první známce seismické aktivity došlo k okamžitému automatickému zastavení štěpné reakce (SCRAM) na všech blocích, jež byly v provozu. Zemětřesení poškodilo rozvodné elektrické sítě spojující elektrárnu s rozvodnami, následkem čehož byla elektrárna bez jakéhokoliv vnějšího zdroje elektrické energie. Z toho důvodu došlo k automatickému spuštění záložních diesel generátorů, díky kterým bylo možné spolehlivě odvádět zbytkové teplo z reaktoru pomocí systémů pro odvod zbytkového tepla. Při zemětřesení došlo k překročení hodnot, na které byla elektrárna navržena, ale prozatím se nepodařilo potvrdit, zda došlo k závažnému poškození elektrárny před zaplavením vlnou tsunami. Většina vyšetřovacích zpráv se přiklání k názoru, že nedošlo k poškození vlivem zemětřesení.

### Po zaplavení elektrárny

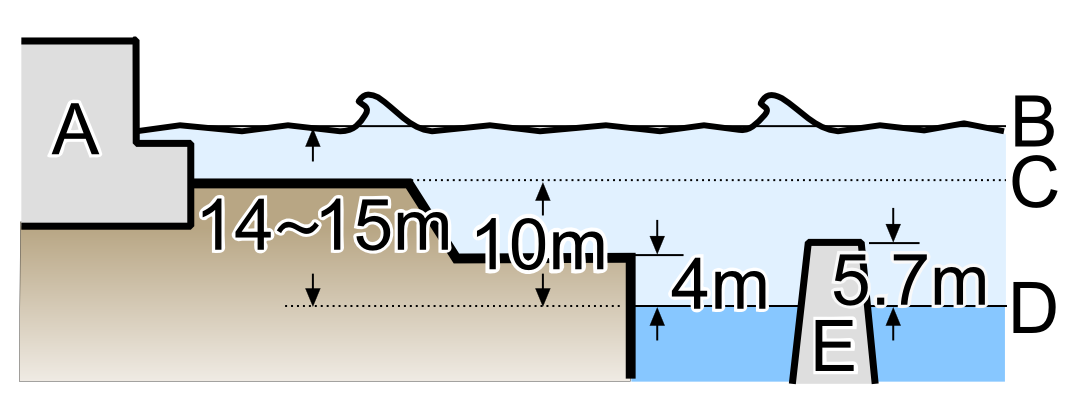
Viditelná úroveň zaplavení areálu elektrárny - čas zhruba 50 minut po zemětřesení. A: Vlastní budovy elektrárny; B: Maximální výška tsunami; C: Nadmořská výška areálu (bloky 1-4); D: Průměrná mořská hladina; E: Vlnolamy.

Situace byla stabilní, dokud vlny tsunami vyvolané zemětřesením nezaplavily a nezničily diesel generátory, čerpadla mořské vody, elektrické vedení uvnitř elektrárny a zdroje stejnosměrného napájení (baterie na blocích 1, 2 a 4). Vyjma bloku 6, kde zůstal provozu schopný vzduchem chlazený diesel generátor, byly všechny bloky bez zdroje střídavého napájení a bloky 1, 2 a 4 byly bez jakéhokoliv zdroje elektrické energie. Ztráta elektrické energie znemožnila použití měřících přístrojů a značně omezila funkce blokové dozorny. Nebylo možné zjistit hodnoty hladiny vody a tlaku v reaktoru a další klíčové parametry, což v důsledku znamenalo zbytečné prostoje a nedostatečně rychlé reakce na rapidně se zhoršující stav elektrárny.

### Poškození paliva a reaktoru

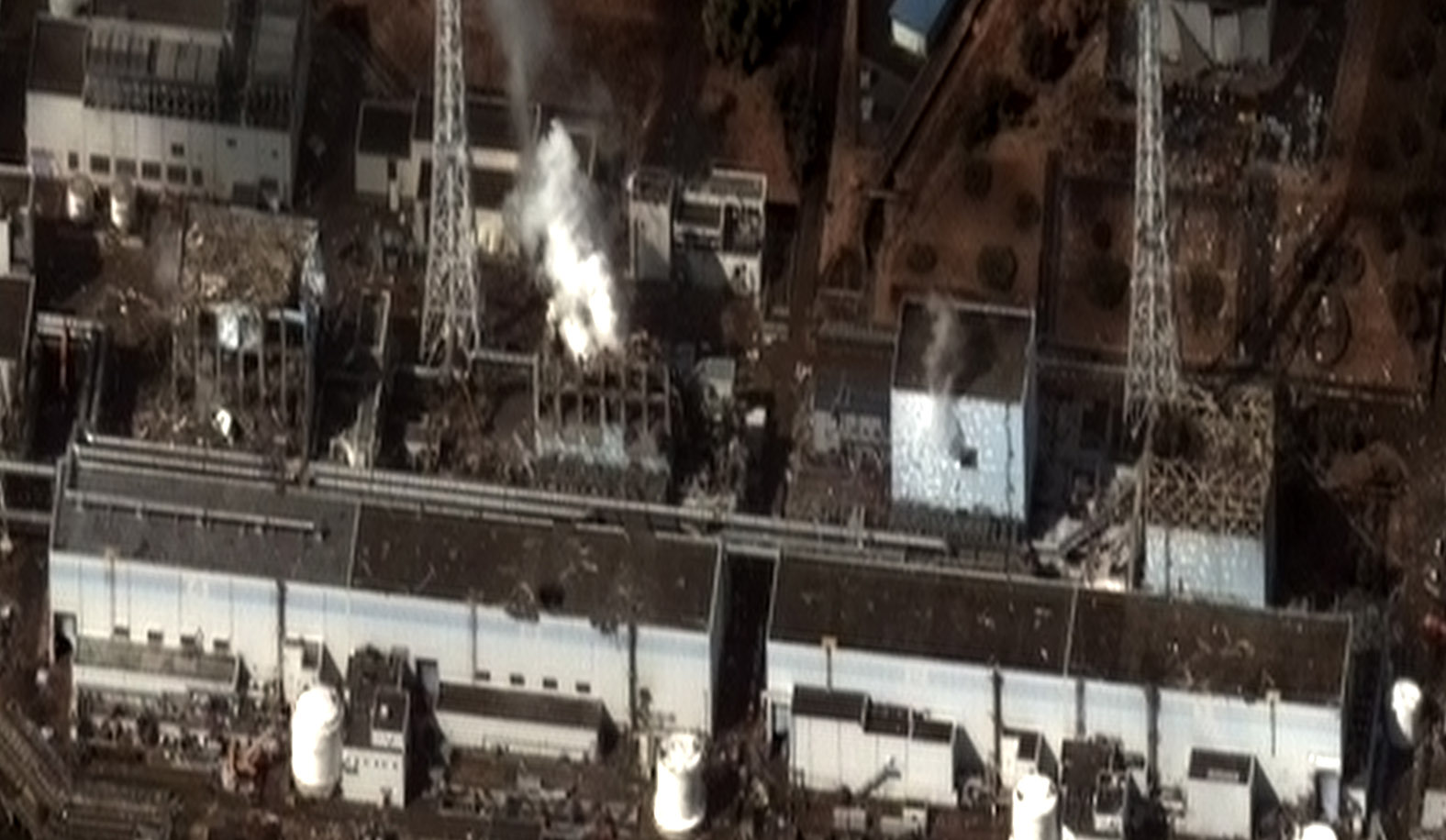
Satelitní pohled z 16. března 2011 na čtyři poškozené reaktorové budovy

V důsledku ztráty elektrické energie a nedostatečné připravenosti provozovatelů na takovou situaci docházelo postupně ke ztrátě záložních systémů chlazení na jednotlivých blocích. Nejhorší situace byla z počátku na bloku 1, kde se dá předpokládat první poškození aktivní zóny okolo 19:00 v den havárie. Po obnažení paliva dochází k nárůstu teploty palivových proutků vyrobených ze slitiny zirkonia. Když povrchová teplota palivových proutků překročí 900 °C, výrazně mohutní exotermická reakce zirkonia s vodní párou, při níž vzniká oxid zirkoničitý a vodík. Vodík unikal z tlakové nádoby reaktoru a hromadil se ve vrchním patře budovy. Po dosažení výbušné koncentrace došlo k jeho explozi a hoření, což se na bloku 1 stalo v 15:36 den po havárii. Výbuch vážně poničil vrchní patro a rozmetal trosky do širokého okolí, což dále zkomplikovalo snahy o zvládnutí havárie. Výbuch také narušil těsnost vrchního patra na bloku 2, proto v něm nedocházelo k hromadění vodíku a následnému výbuchu.
Postupem času došlo k obnažování a tavení paliva i na bloku 2 a následně i na bloku 3. Na bloku 4 k poškození aktivní zóny nedošlo, neboť v ní nebylo žádné palivo. K výbuchu na bloku 3 došlo stejným způsobem jako na bloku 1. Také na bloku 4 došlo k explozi vodíku, protože ten se k němu dostal z bloku 3, který s blokem 4 sdílí odvětrávací system SGTS (Stand-by Gas Treatment System).

### Chlazení požárními cisternami a stabilizace havárie

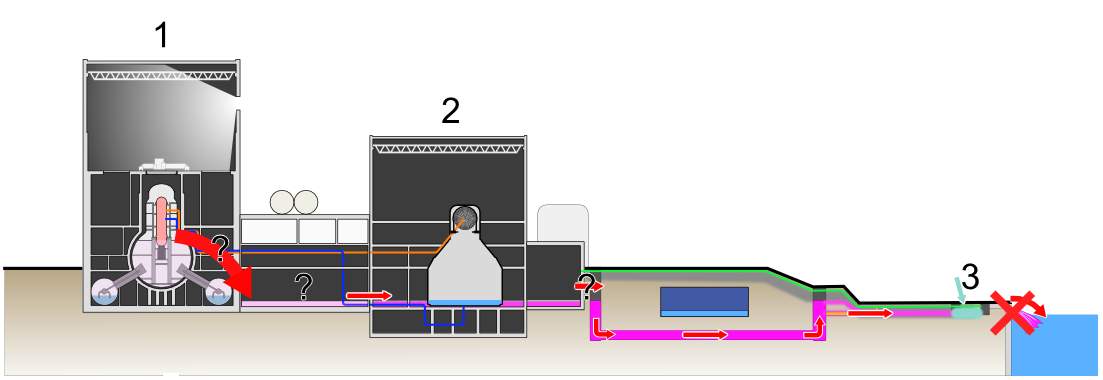
Únik vysoce radioaktivní vody přes podzemní tunely - v místě 3 ucpání vodním sklem

Po ztrátě všech dostupných systémů chlazení se na jednotlivých blocích započalo se vstřikováním vody do tlakové nádoby reaktoru pomocí požárních cisteren. Aby bylo možné tohoto vstřikování docílit, museli operátoři složitě odtlakovat reaktor, čímž se dále zvyšovalo množství uniklých štěpných produktů. Nejdříve se do reaktoru dodávala slaná voda, která se při první příležitosti nahradila sladkovodní vodou. Tento způsob chlazení se používal do té doby, než se podařilo získat elektrické napájení, k čemuž došlo 22. března.
V prosinci 2011 došlo u všech reaktorů k dosažení stavu, při kterém je teplota v tlakové nádobě reaktoru pod 100 °C a únik štěpných produktů do atmosféry tak byl již minimální. Takovýto stav se nazývá studená odstávka („cold shut-down“). Bloky 5 a 6 byly již v době zemětřesení ve stavu studené odstávky a havárii se na nich přes počáteční problémy podařilo zvládnout bez poškození reaktorů.

#### Unikající voda z jímky
V jedné z jímek, v nichž se zachycuje radioaktivní voda unikající z reaktoru č. 2, se 2. dubna objevila trhlina. Následovaly neúspěšné pokusy o ucpání praskliny betonem a polymery. Nakonec bylo úspěšně použito až tzv. tekuté sklo. Tím se podařilo zastavit unikání vysoce radioaktivní vody přímo do Tichého oceánu. Přibližně ve stejné době bylo do oceánu řízeně vypuštěno 11 500 tun mírně radioaktivní vody, aby se uvolnily prostory pro skladování vysoce radioaktivní vody unikající z reaktorů do okolních budov.
V roce 2013 japonská vláda přiznala, že do Tichého oceánu uniká každý den kolem 300 tun vysoce radioaktivní vody.

### Likvidace elektrárny

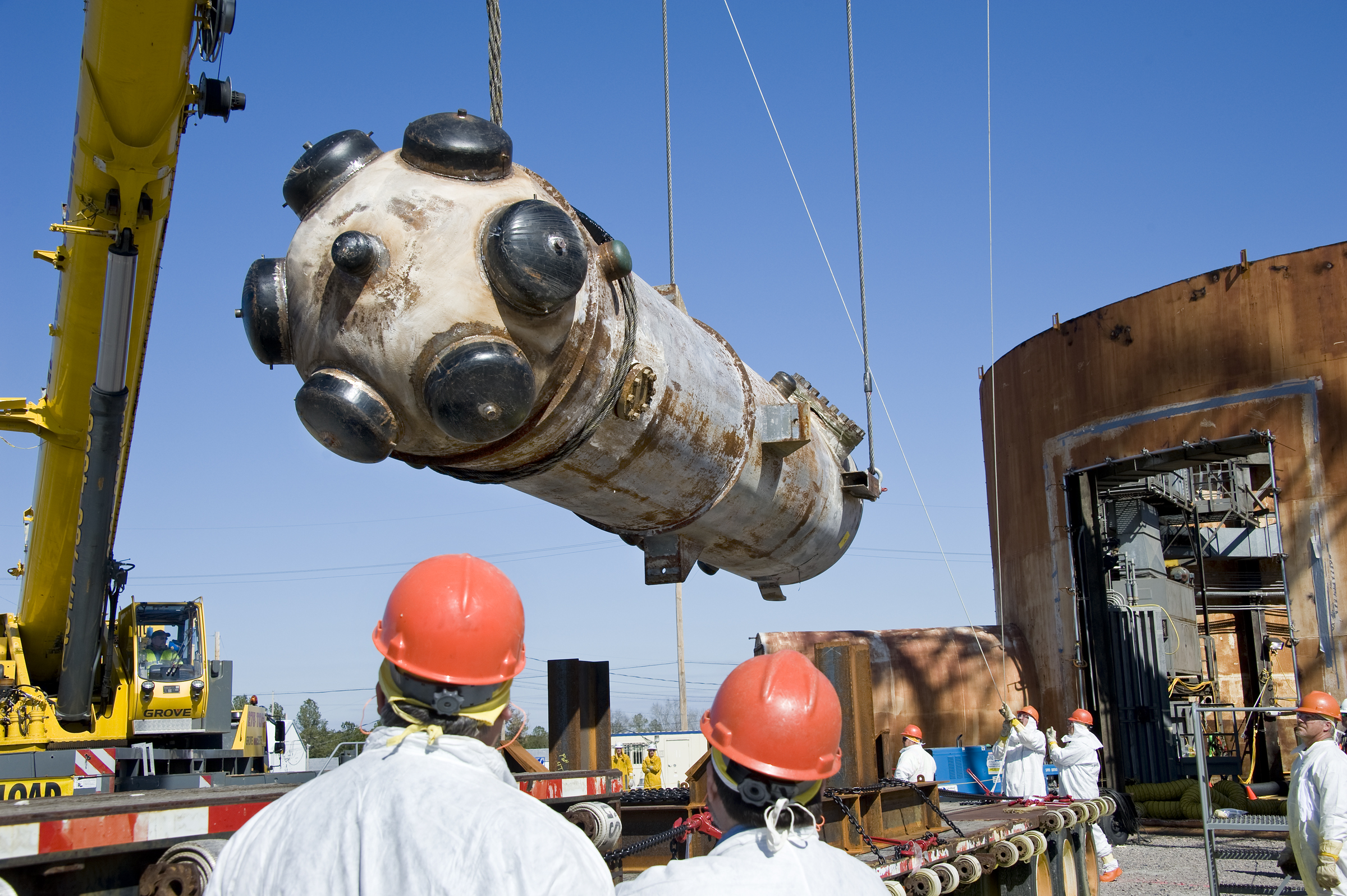
Příklad likvidace elektrárny - obdobně plánovaná také na JE Fukušima I

Vzhledem k tomu, že při chlazení přehřátých reaktorů byla použita mořská voda, došlo k poškození chladicích systémů. Navíc v několika reaktorech došlo k roztavení paliva. Japonský premiér Naoto Kan prohlásil, že elektrárnu bude potřeba odstranit. Japonsko již požádalo o pomoc s odstraňováním následků havárie francouzské jaderné korporace Areva a EDF a je možné, že do prací budou zapojeni i odborníci z jiných států. Poradce premiéra Keniči Macumoto sdělil 13. dubna 2011 médiím, že podle odhadu bude 20 let nejbližší okolí elektrárny neobyvatelné. Japonská vláda však toto prohlášení záhy dementovala.
Dochází také k odstraňování palivových souborů z bazénu pro vyhořelé palivo na bloku 4. Aktuální stav je možno sledovat na stránkách TEPCO. Dále probíhají snahy o zastavení úniků podzemní radioaktivní vody do oceánu.
V únoru 2021 proběhlo další zemětřesení a byl zaznamenán zvýšený únik chladicí vody.
Jaderné palivo z roztaveného reaktoru by se mělo začít odstraňovat v roce 2021. Radioaktivní voda uniklá z poškozených reaktorů musí být uložená ve velkých nádržích, ale limity pro množství zachycené vody budou překročeny v roce 2022. Zvažuje se proto možnost, že se kontaminovaná voda bude vypouštět kontrolovaně do oceánu. Likvidace jaderného komplexu potrvá podle odhadů nejméně dalších 30-40 let.

## Následky havárie

### Únik štěpných produktů a dopady na životní prostředí

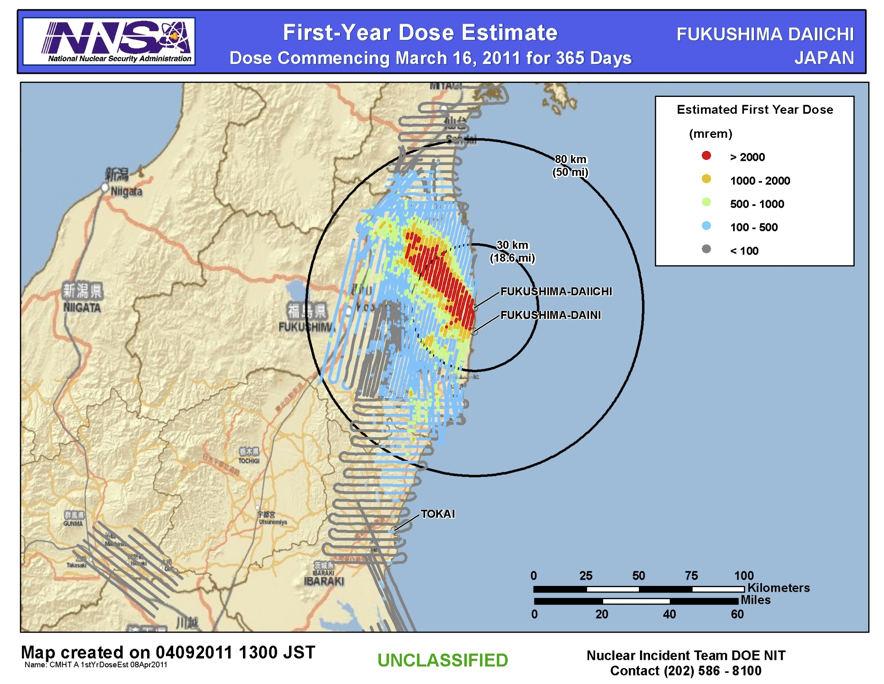
Radiační dávka v okolí JE Fukušima I; 100 rem = 1 Sv

Při havárii došlo k úniku velkého množství zdraví škodlivých štěpných produktů. Přesné množství není možné stanovit a odhady se značně různí. Podle jedné studie došlo např. k úniku až 20 500 TBq radioaktivního césia-137. Celkem mělo dojít k úniku 520 PBq radioaktivních látek , což odpovídá zhruba 10 % radioaktivity uvolněné při havárii v Černobylu. Pokud nepočítáme stále probíhající úniky do podzemních vod, do konce března 2011 došlo k úniku 99% z celkového množství uniklých štěpných produktů. V srpnu roku 2013 došlo k úniku 300 m³ radioaktivní vody, což bylo na stupnici INES ohodnoceno stupněm 3. Podle japonského ministerstva životního prostředí je možné naměřit roční dávku radiačního záření ve vzduchu o hodnotě 5 mSv na ploše zhruba 1800 km² v okolí elektrárny.

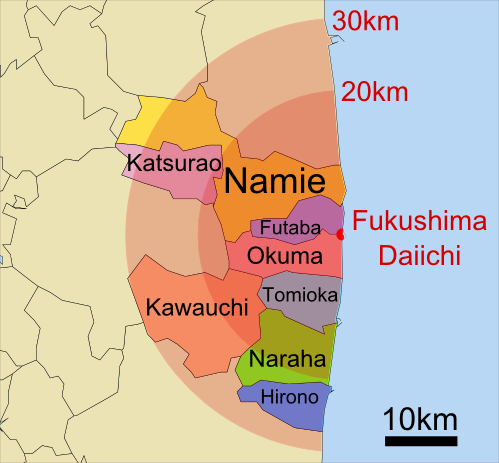
Evakuační zóny

Z důvodu havárie došlo k znehodnocení zemědělské půdy v širokém okolí elektrárny a to hlavně césiem-137 s poločasem rozpadu 30 let. Znehodnocení je také zapříčiněno odporem obyvatel k produktům z širokého okolí elektrárny. Mimo to bylo potřeba omezit rybolov, neboť chycené ryby vykazovaly zvýšené úrovně radiace – příkladem budiž ryba chycená v únoru 2013, jež obsahovala 740 000 Bq/kg radioaktivního césia, což je hodnota překračující zdravotní limity 7400 – krát. Třebaže hodnoty radiace naměřené v dnešní době (k 2/2015) v zemědělských produktech z prefektury Fukušima jsou již bezpečně pod zdraví nebezpečnými hodnotami, strach stále přetrvává.

### Dopady na obyvatelstvo

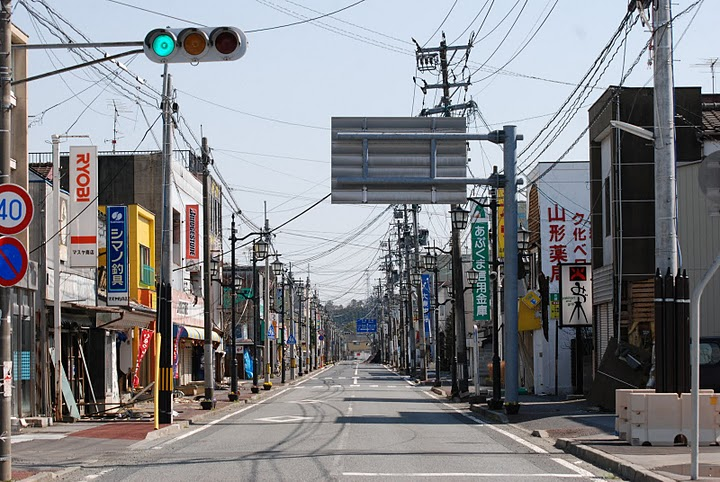
Město Namie po evakuaci

V reakci na zhoršující se stav havárie vydal japonský premiér v den havárie příkaz k evakuaci v okruhu 3 km od elektrárny. Okruh byl dále navýšen na 10 km a nakonec 12. března na 20 km. Pokaždé, když došlo ke změně evakuačního pásma, se museli obyvatelé znovu přemisťovat. To vedlo k velkému vyčerpání a následně ke smrti více než 1 000 obyvatel, již trpěli různými chronickými nemocemi, nebo již byli v pokročilém věku. Dále bylo vydáno nařízení, aby obyvatelé v pásmu 20–30 km od elektrárny zůstali doma a nevycházeli. Toto nařízení zůstalo v platnosti až do 25. března, následkem čehož byli lidé úplně odříznuti od okolí takřka bez jakékoliv pomoci zvenčí. Teprve poté vydala vláda doporučení k dobrovolné evakuaci v tomto pásmu, ovšem opět téměř bez dalších informací, takže konečné rozhodnutí bylo pouze na úsudku každého obyvatele.
Přesné zdravotní dopady na obyvatelstvo zatím nejsou známé. Z předběžných průzkumů bylo stanoveno, že pouze 1 % obyvatelstva bylo vystaveno záření vyššímu než 10 mSv. Podle článku z časopisu National Geographic zvýšený výskyt rakoviny štítné žlázy u dětí – 33 výskytů rakoviny u zhruba 350 000 testovaných dětí, typický je výskyt jedné 1 až dvou nemocí na 1 000 000 dětí – nemusí být nutně spojen s havárií na Fukušimě, ale může být důsledkem přísných zdravotních prohlídek, jež jsou prováděny v reakci na havárii. Podle dostupných informací trápí evakuované obyvatele spíše psychické než fyzické problémy – například v městečku Hirono, jež leží nedaleko Fukušimy, trpí až polovina obyvatel posttraumatickým stresovým syndromem.

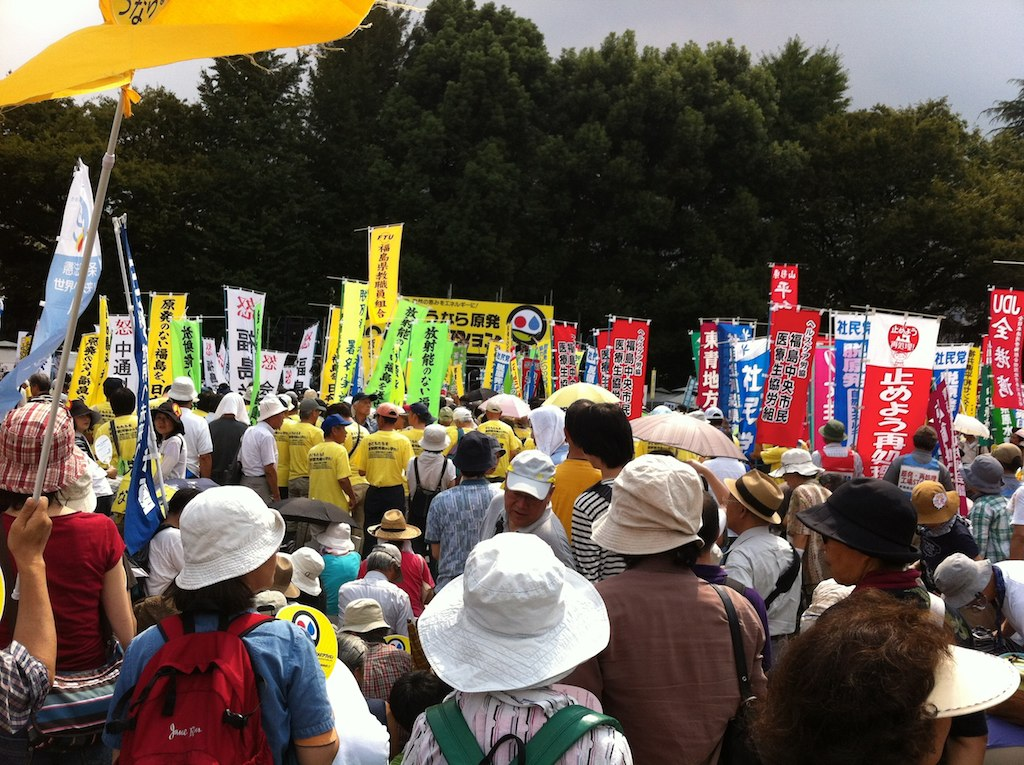
Protesty obyvatelstva proti pokračování jaderné energetiky v Japonsku

V dubnu a říjnu 2014 a v září 2015 byla rozloha uzavřené zóny mírně omezena a vláda dovolila obyvatelům vrátit se zpátky do svých domovů. Vrátit se však hodlá méně než polovina evakuovaných. K březnu 2015 zůstává téměř 120 tis. evakuovaných, z toho téměř 50 tis. již žije mimo Prefekturu Fukušima.
Podle odhadů z roku 2019 vypnutí japonských reaktorů po nehodě mohlo společně s chybami při evakuaci nepřímo způsobit více úmrtí než nehoda sama.

### Dopady na ekonomiku
V Japonsku byla před havárii jaderná energetika vnímána jako nutná a všechny plány počítaly se zvýšením jejího podílu v celkovém energetickém mixu. Například na počátku roku 2011 tvořila elektřina generovaná v jaderných elektrárnách 30 % z celkového množství vyrobené elektrické energie. Další plány počítaly s navýšením tohoto podílu do roku 2030 na 50 %. Japonsko se tím chtělo ve větší míře zbavit závislosti na dovážených fosilních palivech a tím zvýšit svou energetickou bezpečnost. V dnešní době pokrývá jaderná energetika jen 12 % z celkové spotřebované energie, zatímco energie z fosilních paliv pokrývá 86 %.
Po havárii započalo postupné odstavování všech 54 japonských jaderných reaktorů. Poprvé byly všechny reaktory odstaveny 5. května 2012. Podruhé došlo k odstávce všech reaktorů 15. září 2013. Důvodem byly obavy o nedostatečnou bezpečnost elektráren a protesty obyvatelstva vůči jaderné energii. Po odstavení reaktorů muselo Japonsko nahradit tento ztracený zdroj energie zvýšením množství importovaných paliv. Jen v roce 2012 zaplatilo Japonsko za dovoz paliv 250 miliard USD (5,5 bilionu Kč). V roce 2015 bylo vydáno povolení ke znovu spuštění některých bloků JE v Japonsku. Japonský ekonomický institut odhaduje, že do března 2016 by mohlo být uvedeno zpět do provozu 11 reaktorů, což podporuje i změna veřejného mínění.

### Politické důsledky
Havárie v jaderné elektrárně Fukušima I vyvolala mezinárodní politickou diskuzi o dalším využívání jaderné energie. V Německu tato havárie způsobila obrat v energetické koncepci, což v důsledku vedlo k tomu, že vláda neprodloužila jaderným elektrárnám provoz a navíc po bezpečnostních prověrkách bylo 7 z nich dočasně uzavřeno. Tento krok způsobil růst cen elektrické energie na německém trhu až o 18 % již v dubnu 2011. Bavorský odpor vůči atomu obnovil i snahy o odstavení jaderné elektrárny Temelín. V roce 2015 se i v Německu jedná o možném a nejspíš i nutném prodloužení provozu některých jejich jaderných elektráren po roce 2022.
V samotném Japonsku pak došlo ke zrušení některých projektů nových bloků jaderných elektráren a s velkou pravděpodobností bude ukončen i japonský projekt rychlého reaktoru Mondžú ve městě Curuga. Tento projekt již dlouho provázejí nehody. Reaktor byl v provozu dohromady asi jen rok, přestože byl spuštěn již v roce 1995. Zrušení projektu ale bude znamenat velkou ránu pro japonskou energetickou koncepci, neboť s přechodem na rychlé reaktory se počítalo.
Společnost TEPCO, ve které vlastní většinový podíl stát, v červnu 2016 přiznala, že první dva měsíce po jaderné havárii lhala veřejnosti o rozsahu katastrofy. Dělo se tak údajně na nátlak japonského premiéra Naoto Kana, což lidé z okruhu bývalého premiéra odmítli jako politicky motivované obvinění.
Bývalý japonský premiér Džuničiró Koizumi obvinil v září 2016 tehdejšího premiéra Šinzó Abeho, že lže, když tvrdí, že situace ve Fukušimě je plně pod kontrolou.

## Zpráva parlamentní vyšetřovací komise
Podle zprávy japonské parlamentní vyšetřovací komise katastrofu nezavinila přílivová vlna tsunami, ale člověk. „Šlo o havárii způsobenou člověkem. Bylo ji možné předvídat a měla být předvídána. Dalo se jí zabránit a mělo se jí zabránit,“ uvádí komise. Zpráva kritizuje nekvalitní zákony regulující jadernou energetiku, nedostatečnost bezpečnostních opatření, chyby vedení elektrárny a státního dozoru i špatné reakce po nehodě. Zpráva proto doporučila posílit dozor vlády v oblasti jaderné energetiky.